# Podvorec
Podvorec (Podvoretz) falu Horvátországban Varasd megyében. Közigazgatásilag Breznicához tartozik.

## Fekvése
Varasdtól 32 km-re, községközpontjától 4 km-re délre, a Lónya folyó völgyében, az A4-es autópálya mellett fekszik.

## Története
1857-ben 85, 1910-ben 208 lakosa volt. 1920-ig Varasd vármegye Novi Marofi járásához tartozott. 2001-ben 123 lakosa volt. A bisagi plébániához tartozik.